# سیارک ۲۵۲۳
سیارک ۲۵۲۳ (به انگلیسی: 2523 Ryba، نامگذاری:1980PV) دو هزار و پانصد و بیست و سومین سیارک کشف شده‌است که در ۶ اوت ۱۹۸۰ کشف شد.
قدر مطلق سیارک برابر ۱۱٫۵۰ است.